# Csapószentgyörgy
Csapószentgyörgy (románul: Sfântu Gheorghe) falu Maros megyében, Erdélyben. Közigazgatásilag Radnót városhoz tartozik.

## Fekvése
A Maros folyó jobb partján fekszik, 285 m-es tengerszint feletti magasságban, Radnóttól 2 km-re keletre.

## Története
1347-ben Zentgyurgy néven említik először, nevének előtagja először 1504-ben jelenik meg. Az 1600-as évek tatárbetörései során elpusztult, majd román jobbágyokkal telepítették újra.
A trianoni békeszerződésig Kis-Küküllő vármegye Radnóti járásához tartozott.